# هوئسا

هُوئِسا (به اسپانیایی: Huesa) یکی از دهستان‌های استان خائن در کشور اسپانیا است. این شهر با مساحت ۱۳۸ کیلومتر مربع، ۲۶۴۸ تن جمعیت دارد.